# 独田乡
独田乡，是中华人民共和国云南省楚雄彝族自治州双柏县下辖的一个乡镇级行政单位。

## 行政区划
独田乡下辖以下地区：
独田村和大水田村。